# Cancionero de Palacio
Cancionero de Palacio (рус. Дворцовый песенник), другие названия — Cancionero Musical de Palacio, Cancionero de Barbieri) — старинная нотная рукопись (10 слоёв, позднейший датирован 1520), ценный памятник испанской музыки раннего Ренессанса.

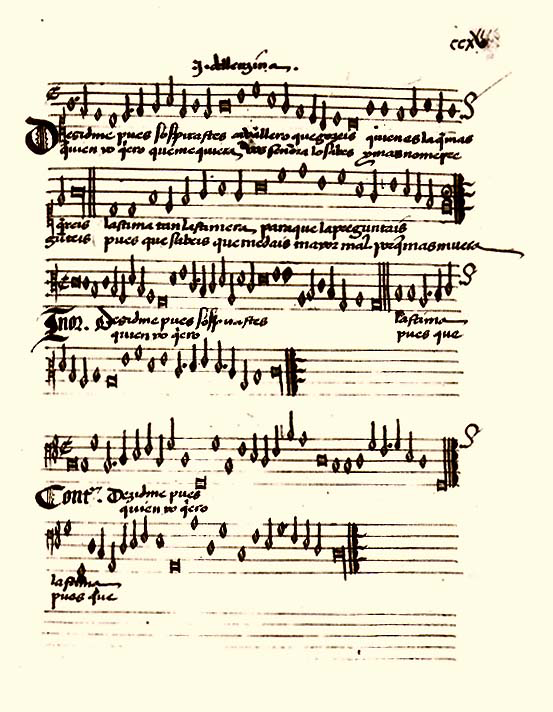
Дворцовый песенник (страница оригинальной рукописи)

## Краткая характеристика
Представленные в Дворцовом песеннике сочинения относятся к эпохе так называемых «католических королей» и датируются ориентировочно 1470—1520 гг. Песенник хранится в Национальной библиотеке Испании (Madrid, Biblioteca Real, MS II — 1335).
Рукопись содержит 458 пьес в различных жанрах вокальной музыки, преимущественно на испанские стихи. Некоторые сочинения написаны на латинские, французские, каталонские и португальские тексты. Тематика и стилистика музыки в Песеннике чрезвычайно пёстрая: паралитургические песни, пасторали, вильянсико, романсы, кансьон (испанская многоголосная песня) и др. жанры. Исполнительский состав, по большей части,— один голос с инструментальным аккомпанементом. Реже встречаются развитые полифонические композиции на 2-4 голоса.
Среди известных авторов Песенника — испанцы Хуан дель Энсина (63 пьесы), Франсиско Мильян (годы расцвета 1500—1520) (23), Педро де Эскобар (17), Франсиско де ла Торре (15), Алонсо де Монде́хар (11), Франсиско де Пеньялоса (10), Хуан де Анчиета (4). Большинство сочинений анонимно.

## Издания и литература
- Barbieri, Francisco Asenjo. Cancionero musical de los siglos XV y XVI. Real Academia de las Bellas Artes de San Fernando. 1890
- Anglés, Higinio. La música en la corte de los Reyes Católicos, II, III, Polifonía profana: Cancionero Musical de Palacio (siglos XV—XVI). 2 vols. Barcelona. 1947, 1951 (= Monumentos de la Música Española, nos 5, 10).
- The Spanish song companion. Devised and translated by Jacqueline Cockburn and Richard Stokes. London: Victor Gollancz, 1992; R Lanham (Maryland): Scarecrow Press, 2006. ISBN 978-0-8108-5749-0.

## Дискография
- El Cancionero Musical de Palacio / Ensemble Danserye (rec. 1989)
- Cancionero de Palacio 1475—1516 / Hespèrion XX (Savall) (rec. 1991)
- Cancionero Musical de Palacio / Accentus (Wimmer) (rec. 1995)
- Sola m’iré. Cancionero del Palacio / Ensemble Gilles Binchois (Vellard) (rec. 1998)
- Cancionero de Palacio / Capella de Ministrers (rec. 2003)